# SN 2002cd
SN 2002cd – supernowa typu Ia odkryta 8 kwietnia 2002 roku w galaktyce NGC 6916. W momencie odkrycia miała maksymalną jasność 17,50m.